# Вайсах
Вайсах (на немски: Weissach) е село и комуна (на немски: Gemeinde) в Германия, в Баден-Вюртемберг.
Населението е 7640 души (към 31 декември 2006 г.). Заема територия от 22,14 км².
Тук, през 1922 г. е роден най-успешният в света летец-изтребител Ерих Хартман.